# Mephisto (Schuhe)
Mephisto ist ein 1966 gegründetes französisches Unternehmen, das Damen- und Herrenschuhe sowie seit 2003 auch Accessoires und Kleidung herstellt. Es befindet sich im Besitz ihres Gründers und Aufsichtsratsvorsitzenden Martin Michaeli und seiner Kinder Stephanie und Marc.

## Geschichte

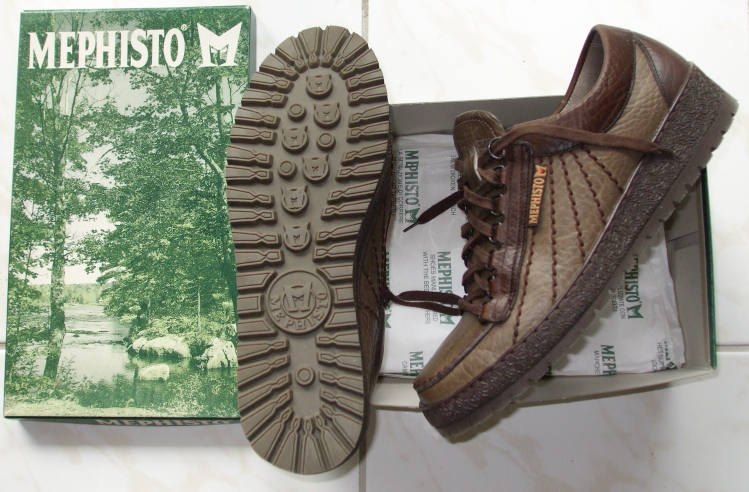
Schuhe und Verpackungskarton von Mephisto, 2007

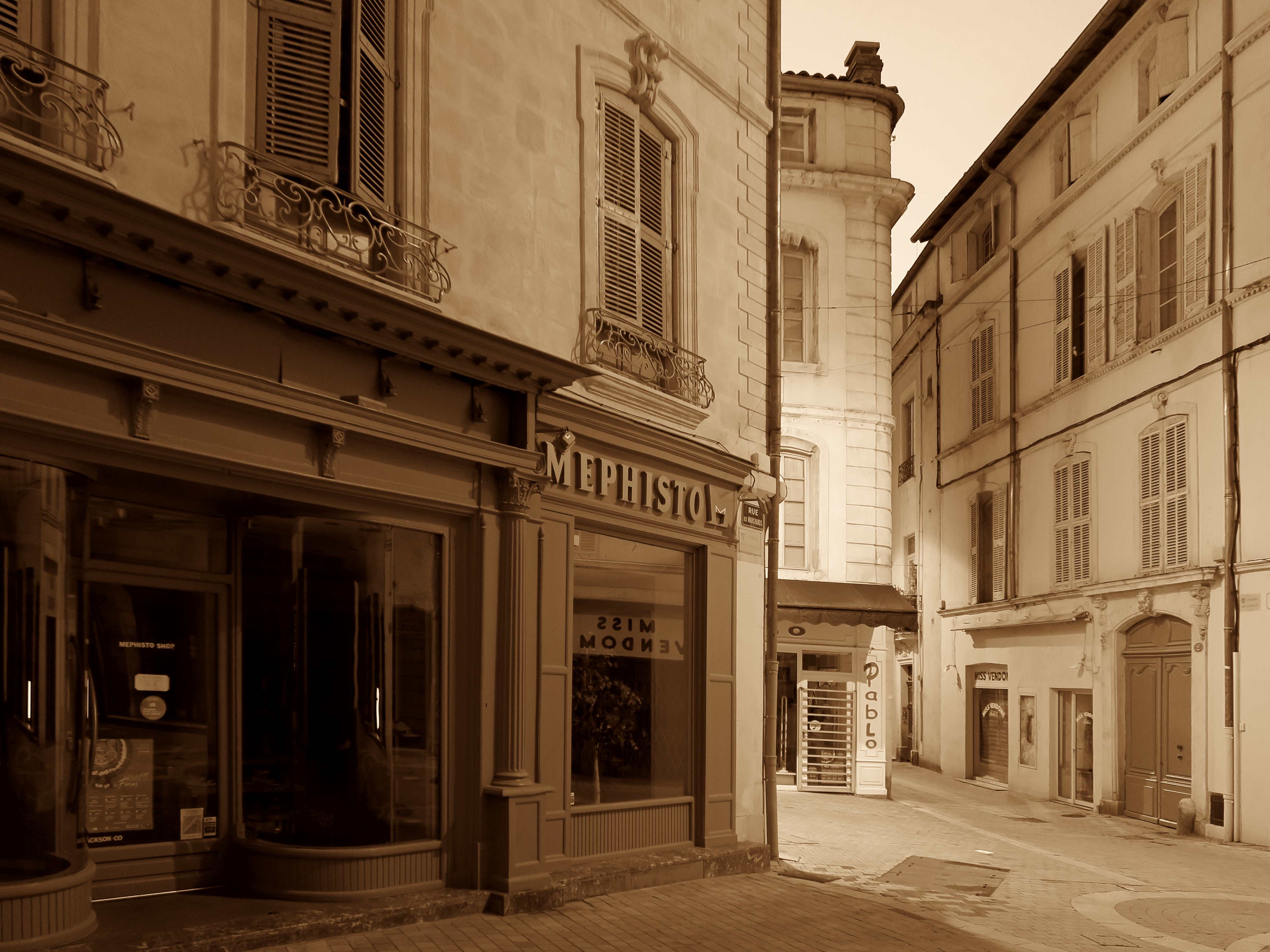
Mephisto-Filiale in Nîmes

Mephisto wurde als Michaela Schuhe 1966 von dem deutschen Schuhmacher Martin Michaeli (* 1936) gegründet. Michaeli wurde an der Schuhfachschule in Pirmasens ausgebildet und arbeitete danach sechs Jahre bei Goodyear im amerikanischen Maine. Bei seiner Rückkehr 1964 nach Europa entwarf er eine Reihe von Mokassin-Schuhen, die er in Techniken herstellen ließ, die er in den USA kennengelernt hatte. Michaeli eröffnete für die erfolgreichen Modelle zunächst ein Geschäft in Dalhunden, zog aber bald, auf Anraten seines Freundes Horst Dassler, mit seinem nun Mephisto genannten Unternehmen und 30 Angestellten nach Sarrebourg in Lothringen. 1967 produzierte Mephisto 420 Schuhpaare pro Tag. 1973 ließ Michaeli ein erstes Patent zur Schuhherstellung eintragen. 1984 eröffnete das erste Mephisto-Geschäft in Aachen. Die Finanzen der Firma sind seit 1986 in der schweizerischen Mima AG gebündelt, der Marc Michaeli vorsteht.
In den 1980er Jahren wurden mehrere Tochterunternehmen gegründet, u. a. in Japan (1985), USA (1987) und  Kanada (1989). 2008 veröffentlichte Mephisto die neue Marke „Sano“, deren Schuhe als besonders bequem beworben werden. Daneben führt sie die Marke „Mobils“ für ergonomische Schuhe und „Allrounders“ für Wanderschuhe, letztere wird in China produziert.
Die Produktionsstätten in Frankreich und Viana do Castelo, Portugal stellen zusammen rund 20.000 Paar Schuhe und Sandalen pro Tag her. Mephisto betreibt über 800 Filialgeschäfte weltweit. Die Verkäufe außerhalb Frankreichs machten 2015 80 % aus.

## Auszeichnungen für Martin Michaeli
- 1995: Ritter im Ordre national du Mérite
- 2000: Ritter der Ehrenlegion